# وينيفريد ماكنير
وينيفريد ماكنير (بالإنجليزية: Winifred McNair)‏ مواليد 9 أغسطس 1877 في باركشير، إنجلترا - الوفاة 28 مارس 1954 في لندن، إنجلترا، كانت لاعبة كرة مضرب بريطانية. كما أنها إحدى بطلات الجراند سلام. سبق أن شاركت في دورة الألعاب الأولمبية الصيفية.

## بطولات حققتها
- بطولة ويمبلدون

## النهائيات

### الفردي (الوصافة 1)
| الحصيلة | السنة | البطولة  | الأرضية | المنافس                | النتيجة  |
| ------- | ----- | -------- | ------- | ---------------------- | -------- |
| الوصافة | 19131 | ويمبلدون | عشبية   | دوروثيا دوغلاس تشامبرز | 0–6, 4–6 |

### الزوجي (الألقاب 1)
| النتيجة | السنة | البطولة        | الأرضية | الشريك     | المنافس                                  | النتيجة         |
| ------- | ----- | -------------- | ------- | ---------- | ---------------------------------------- | --------------- |
| الفوز   | 1913  | بطولة ويمبلدون | عشبية   | دورا بوثبي | شارلوت كوبر (تنس) دوروثيا دوغلاس تشامبرز | 4–6, 2–4 انسحاب |

## الميداليات
| الميدالية | المسابقة                       |
| --------- | ------------------------------ |
| ذهبية     | الألعاب الأولمبية الصيفية 1920 |

## روابط خارجية
- وينيفريد ماكنير على موقع الاتحاد الدولي لكرة المضرب (الإنجليزية)
- وينيفريد ماكنير على موقع اللجنة الأولمبية الدولية (الإنجليزية)
- وينيفريد ماكنير على موقع أوليمبيديا (الإنجليزية)
- وينيفريد ماكنير على موقع اللجنة الأولمبية البريطانية (الإنجليزية)